# Circuit de Folembray
Der Circuit de Folembray (auch: Folembray Arena) ist eine permanente Test- und Trainingsstrecke für den Motorsport bei Folembray im Département Aisne in der Region Hauts-de-France in Frankreich. Die unmittelbar östlich an das Dorf angrenzende Motorsport-Rennstrecke liegt langgestreckt in einem Tal und war in den 1970er und 1980er Jahren als Rennstrecke für nationale Motorsportwettbewerbe in Gebrauch.

## Geschichte

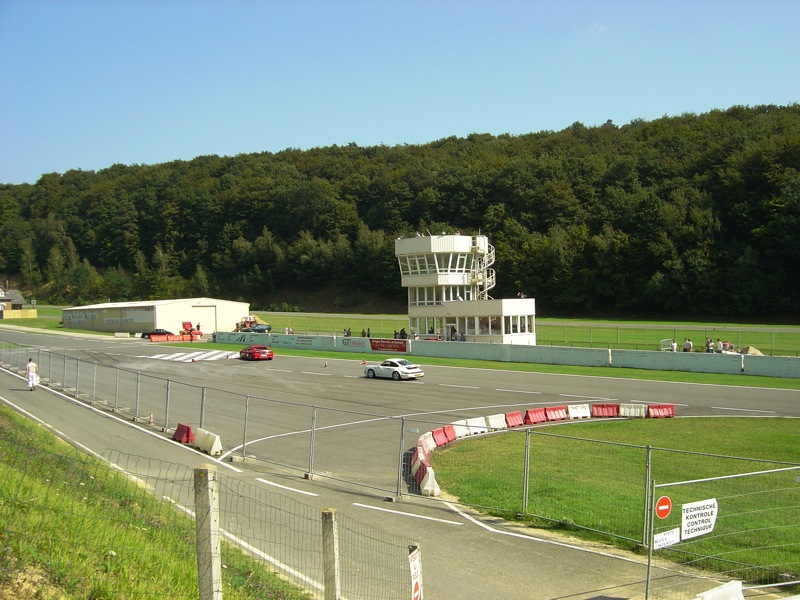
Circuit de Folembray

Der 1975 eröffnete Circuit wurde dank seiner Lage nahe Paris schnell zu einem Schwerpunkt der nationalen Motorsportszene, die dort in den 1970er und 1980er Jahren antrat. So starteten die französische Formel Renault und die nationale französische Tourenwagenserie in Folembray. 1978 und 1979 testete auch das Renault-Formel-1-Team regelmäßig auf der Strecke. Mitte der 1980er Jahre wanderten die Serien nach Schwierigkeiten mit Lärmschutzbestimmungen ab und 1984 wurde der Circuit geschlossen. 
Stockende Umbaupläne verhinderten eine Wiederaufnahme des Betriebs bis 1992. Zwei Jahre später ging die Anlage in Konkurs. Mit neuem Management gelang ein Wiederbeginn, allerdings vornehmlich als Test- und Trackdaystrecke. zwei Kurzanbindungen, mit denen man den Kurs effektiv in zwei Teilstücke aufteilen konnte, und eine 2000 erfolgte Neuasphaltierung folgten. 2005 wurden Lärmschutzwälle zum Schutz der angrenzenden Gemeinde errichtet. 
Die Strecke wird seit 2016 vom Unternehmen Folembray Arena geführt, das die Anlage schrittweise modernisiert.

## Streckenbeschreibung
Die Start-Ziel-Gerade beginnt mit einer Steigung, bei der die Boxengasse auf der rechten Seite passiert wird. Es folgt eine schnelle Links-rechts-Kurve, die in einen engeren, aber schnellen Rechts-links-Knick mündet. Am Ausgang dieser Kurvenkombination folgt eine Haarnadelkurve auf dem höchsten Punkt der Strecke. Bergab geht es nach einigen Biegungen an einem in der Mitte der Strecke stehendem Haus vorbei. Weiter bergab gibt es zwei Rechtskurven am tiefsten Teil der Strecke, die zurück auf die Start-Ziel-Gerade führen.
Der asphaltierte Circuit ist zusätzlich von einem 3,5 km langen Motocross-Offroad-Kurs umgeben, der sich durch den Wald um die Strecke windet.